# La bella captiva
La bella captiva (títol original: La Belle captive) és una pel·lícula francesa d'Alain Robbe-Grillet estrenada l'any 1983. Ha estat doblada al català.

## Argument
Marie-Ange és una jove provocadora. Comença una conversa amb un home amb qui se'n va al llit abans de desaparèixer. La història ens mostra un univers d'investigació neurocientífic sobre fons de soldats i de règim totalitari. El surrealisme, sobretot amb evocacions de quadres del pintor Magritte, serveix de marc al món imaginari de la pel·lícula.

## Repartiment
- Daniel Mesguich: Walter Raim
- Gabrielle Lazure: Marie-Ange van de Reeves
- Cyrielle Clara	: Sara Zeitgeist
- Daniel Emilfork	: Inspector Francis
- Roland Dubillard: Prof van de Reeves
- François Chaumette: Dr. Morgentodt
- Gilles Arbona: El barman
- Arielle Dombasle: La dona histèrica
- Jean-Claude Leguay: El ciclista
- Nancy Van Slyke: La criada
- Denis Fouqueray: El criat (veu)
- Michel Auclair: La veu de Walter, off (veu)